# Otium sine litteris mors est et hominis vivi sepultura
Otium sine litteris mors est et hominis vivi sepultura (лат. изговор: оцијум сине литерис морс ест ет хоминис сепултура). Доколица без књиге је смрт и погреб живог човјека. (Сенека)

## Поријекло изреке
Ову изреку је изрекао почетком нове ере познати римски књижевник и филозоф Сенека.

## Тумачење
О важности књиге и читања! Сенека мисли да је дан проведен без читања књиге "смрт и погреб живог човјека."